# Drapeau Caja Cantabria
Le Drapeau Caja Cantabria (Bandera Caja Cantabria en castillan) est le prix d'une régate d'aviron de trainières organisée en Cantabrie par l'organisme bancaire Caja Cantabria.

## Histoire
C'est une compétition de trainières qui est organisée en cantabrie, et durant les dernières années seulement à Santander. L'édition 2005 a été très disputée entre les clubs Astillero et Castro. Finalement ce sont les premiers qui se voient attribuer la victoire de cette régate pour seulement 39 centièmes. Pedreña se classe troisième à 5 secondes. En 2006, la victoire est octroyée au club de Castro-Urdiales avec 8 secondes d'avance sur Pedreña et 29 sur Astillero.
En 2007, la Xe édition, c'est la trainière de Pedreña qui s'impose dans la manche devant Castro et Laredo avec respectivement 12 et 13 secondes. En 2008, la Société sportive d'aviron Astillero s'impose dans la première des compétitions qui ont lieu en juin devant Pedreña et Castro avec respectivement 7 et 8 secondes.

## Palmarès
| Édition | Année | Lieu            | Or               | Argent           | 'Bronze          |
| ------- | ----- | --------------- | ---------------- | ---------------- | ---------------- |
| I       | 1998  | Santander       | Castro-Urdiales  | Astillero        | Ciudad Santander |
| II      | 1999  | Castro-Urdiales | Castro-Urdiales  | Ciudad Santander | Pedreña          |
| III     | 2000  | Santander       | Ciudad Santander | Astillero        | Castro-Urdiales  |
| IV      | 2001  | Santander       | Castro-Urdiales  | Astillero        | Pedreña          |
| V       | 2002  | Castro-Urdiales | Castro-Urdiales  | Astillero        | Pedreña          |
| VI      | 2003  | Santander       | Astillero        | Castro-Urdiales  | Pedreña          |
| VII     | 2004  | Santander       | Astillero        | Castro-Urdiales  | Pedreña          |
| VIII    | 2005  | Santander       | Astillero        | Castro-Urdiales  | Pedreña          |
| IX      | 2006  | Santander       | Castro-Urdiales  | Pedreña          | Astillero        |
| X       | 2007  | Santander       | Pedreña          | Castro-Urdiales  | Laredo           |
| XI      | 2008  | Santander       | Astillero        | Pedreña          | Castro-Urdiales  |
| XII     | 2009  | Santander       | Astillero        | Pedreña          | Castro-Urdiales  |
| XIII    | 2010  | Santander       | Pedreña          | Castro-Urdiales  | Camargo          |
| XIV     | 2011  | Santander       | Castro-Urdiales  | Astillero        | Pedreña          |
| XV      | 2012  | Santander       | Pedreña          | Castro-Urdiales  | Astillero        |

* En 1998 le parcours fut le même que le Drapeau de Sotileza. L'année suivante elle se déroulait à Brazomar, Castro. L'édition 2000 s'est déroulée sur deux journées, cumulant les temps du Championnat Regional et une autre régate le jour précédent.